# Lista de desastres naturais por número de óbitos

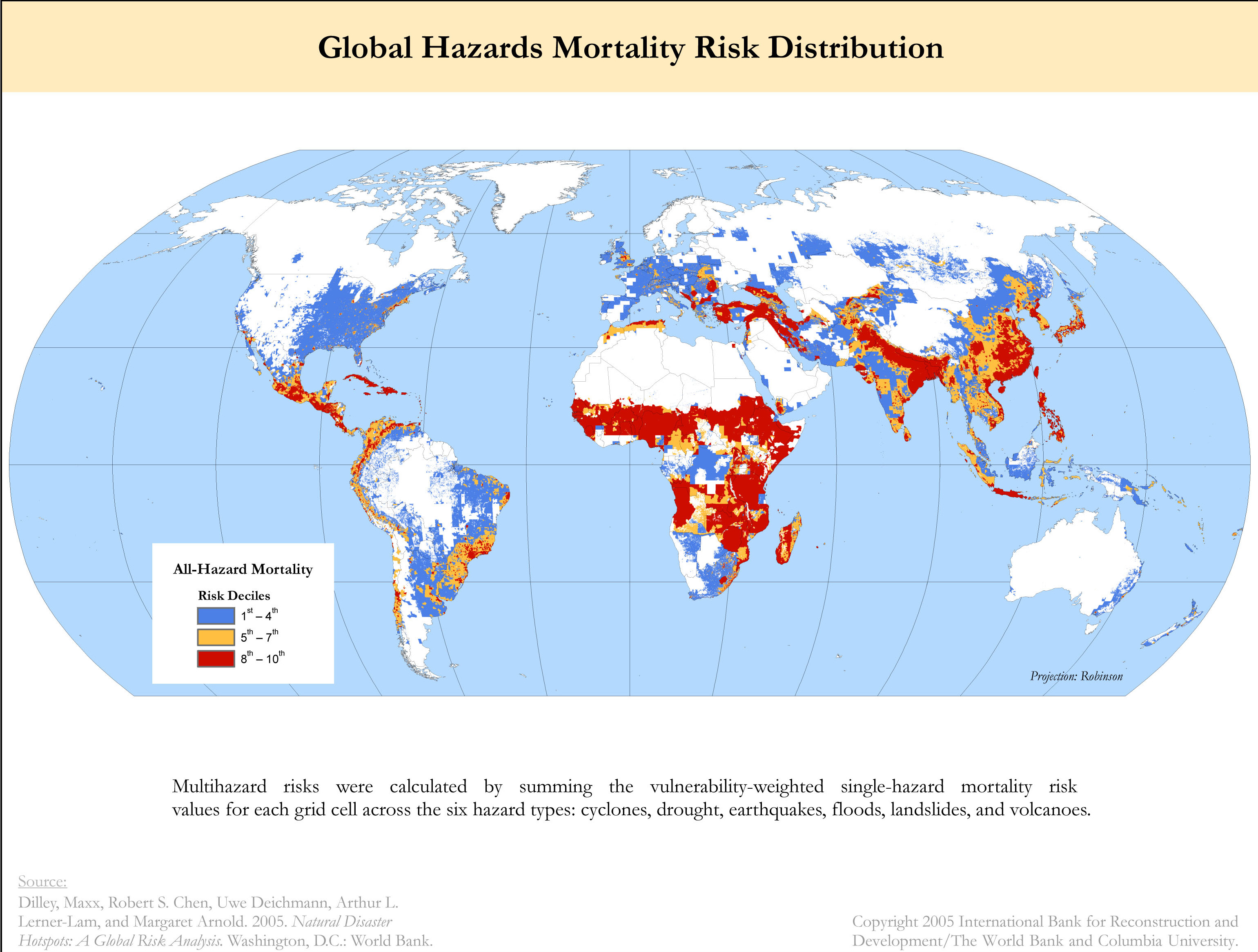
Riscos e distribuição de mortalidade global de risco múltiplo (2005)

Um desastre natural é um evento repentino de causas não antrópicas e capaz de causar destruição generalizada, perda de vidas e profundo impacto ambiental. Um desastre natural pode decorrente de terremotos, inundações, erupções vulcânicas, deslizamentos de terra, furacões etc. 

## Dez desastres naturais mais letais
Esta lista contém apenas o número de mortes estimadas em cada desastre. Esse número não inclui as mortes por fome ou epidemias, por exemplo, sobrevindas à ocorrência do próprio desastre natural, como no caso dos desastres decorrentes de erupções vulcânicas, cujo número de mortes por efeitos colaterais é incerto (veja a lista de erupções vulcânicas por número de mortos). A lista também não inclui a enchente do Rio Amarelo em 1938, que foi causada pela destruição deliberada de diques.
| Número de mortos (estimativa mais alta) | Evento                                       | Localização                           | Data                   |
| --------------------------------------- | -------------------------------------------- | ------------------------------------- | ---------------------- |
| 4 000 000                               | Inundações na China de 1931                  | China                                 | Julho de 1931          |
| 2 000 000                               | Inundação do Rio Amarelo em 1887             | China                                 | Setembro de 1887       |
| 830 000                                 | Terremoto Shaanxi 1556                       | China                                 | 23 de janeiro de 1556  |
| 655 000                                 | Terremoto Tangshan de 1976                   | China                                 | 28 de julho de 1976    |
| 500 000 +                               | Ciclone Bhola 1970                           | Paquistão Oriental (agora Bangladesh) | 13 de novembro de 1970 |
| 316 000                                 | Terremoto no Haiti de 2010                   | Haiti                                 | 12 de janeiro de 2010  |
| 300 000 +                               | terremoto de Antioquia de 526                | Império Bizantino (agora Turquia)     | maio de 526            |
| 300 000                                 | Ciclone Coringa de 1839                      | Andhra Pradesh, Índia                 | 25 de novembro de 1839 |
| 275 000                                 | Terremoto e tsunami no Oceano Índico de 2004 | oceano Índico                         | 26 de dezembro de 2004 |
| 273 400                                 | Terremoto Haiyuan de 1920                    | China                                 | 16 de dezembro de 1920 |

## Dez desastres naturais mais mortais desde 1900, excluindo epidemias e fomes
Nota: Esta lista não inclui acidentes industriais ou tecnológicos, epidemias, fomes ou a enchente do Rio Amarelo em 1938.
| Número de mortos (estimativa) | Evento*                                                          | Localização                           | Data                   |
| ----------------------------- | ---------------------------------------------------------------- | ------------------------------------- | ---------------------- |
| 1 000 000 –4.000.000          | Inundações na China de 1931                                      | China                                 | julho de 1931          |
| 655,000                       | Terremoto Tangshan de 1976                                       | China                                 | 28 de julho de 1976    |
| 500 000 +                     | Ciclone Bhola 1970                                               | Paquistão Oriental (agora Bangladesh) | novembro de 1970       |
| 273 400                       | Terremoto Haiyuan de 1920                                        | China                                 | 16 de dezembro de 1920 |
| 229 000                       | 1975 Tufão Nina - contribuiu para a falha da barragem de Banqiao | China                                 | 7 de agosto de 1975    |
| 227,898                       | Terremoto e tsunami no Oceano Índico de 2004                     | oceano Índico                         | 26 de dezembro de 2004 |
| 316 000                       | Terremoto no Haiti de 2010                                       | Haiti                                 | 12 de janeiro de 2010  |
| 145 000                       | Inundação do Yangtze de 1935                                     | China                                 | julho de 1935          |
| 143 000                       | Grande terremoto Kantō de 1923                                   | Japão                                 | 1 de setembro de 1923  |
| 138 866                       | Ciclone de Bangladesh de 1991                                    | Bangladesh                            | 29 de abril de 1991    |

## Listas de desastres naturais por causa

### Dez terremotos mais mortíferos
| Classificação | Número de mortos (estimativa) | Evento                             | Localização                               | Data                   |
| ------------- | ----------------------------- | ---------------------------------- | ----------------------------------------- | ---------------------- |
| 1             | 830,000                       | Terremoto Shaanxi 1556             | Dinastia Ming (agora China)               | 23 de janeiro de 1556  |
| 2             | 242,769 –655.000              | Terremoto Tangshan de 1976         | China                                     | 28 de janeiro de 1976  |
| 3             | 100,000−316,000               | Terremoto no Haiti de 2010         | Haiti                                     | 12 de janeiro de 2010  |
| 4             | 273 400                       | Terremoto Haiyuan de 1920          | Ningxia, República da China (agora China) | 16 de dezembro de 1920 |
| 5             | 250 000 –300.000              | terremoto de Antioquia de 526      | Império Bizantino (agora Turquia)         | maio de 526            |
| 6             | 260 000                       | Terremoto em Antioquia de 115      | Império Romano (agora Turquia)            | 13 de dezembro de 115  |
| 7             | 230 000                       | Terremoto de Aleppo de 1138        | Dinastia Zengid (agora Síria)             | 11 de outubro de 1138  |
| 7             | 230 000                       | Terremoto Ganja de 1139            | Azerbaijão e Geórgia                      | 20 de setembro de 1139 |
| 8             | 227,898                       | Terremoto do Oceano Índico de 2004 | Indonésia                                 | 26 de dezembro de 2004 |
| 9             | 200 000                       | Terremoto de 1303 em Hongdong      | Império Mongol (agora China)              | 17 de setembro de 1303 |
| 9             | 200 000                       | Terremoto Damghan de 856           | Califado Abássida (agora Irã)             | 22 de dezembro de 856  |
| 9             | 200 000                       | Terremoto Tabriz de 1780           | Irã                                       | 8 de janeiro de 1780   |

### Dez incêndios florestais mais mortíferos
| Classificação | Número de mortos | Evento                                    | Localização                     | Data                   |
| ------------- | ---------------- | ----------------------------------------- | ------------------------------- | ---------------------- |
| 1             | 1.200-2.500      | Incêndio Peshtigo                         | Wisconsin, Estados Unidos       | 8 de outubro de 1871   |
| 2             | 1.200            | Incêndio Kursha-2                         | União Soviética                 | 3 de agosto de 1936    |
| 3             | 453              | Incêndio Cloquet                          | Minnesota, Estados Unidos       | 12 de outubro de 1918  |
| 4             | 418+             | Grande Fogo Hinckley                      | Minnesota, Estados Unidos       | 1 de setembro de 1894  |
| 5             | 282              | Incêndio Thumb                            | Michigan, Estados Unidos        | 5 de setembro de 1881  |
| 6             | 240              | Incêndios florestais na Indonésia em 1997 | Sumatra e Kalimantan, Indonésia | setembro de 1997       |
| 7             | 223              | Incêndio Matheson                         | Ontário, Canadá                 | 29 de julho de 1916    |
| 8             | 191              | Fogo do Dragão Negro                      | China e União Soviética         | 1 de maio de 1987      |
| 9             | 173              | Black Saturday Bushfires                  | Austrália                       | 7 de fevereiro de 1009 |
| 10            | 160–300          | Incêndio Miramichi                        | Canadá                          | 7 de outubro de 1825   |

### Dez deslizamentos e avalanches mais mortíferos
| Classificação | Número de mortos (estimativa) | Evento                                                                                    | Localização | Data |
| ------------- | ----------------------------- | ----------------------------------------------------------------------------------------- | ----------- | ---- |
| 1             | 100 000                       | Deslizamento da barragem do rio Dadu; desencadeada pelo terremoto Kangding-Luding de 1786 | China       | 1786 |
| 1             | 100 000                       | Deslizamentos de terra em 1920 em Haiyuan; desencadeados pelo terremoto Haiyuan de 1920   | China       | 1920 |
| 3             | 22 000                        | Avalanche de Huascarán em 1970; desencadeada pelo terremoto Ancash de 1970                | Peru        | 1970 |
| 4             | 10,000 30.000                 | Tragédia de Vargas                                                                        | Venezuela   | 1999 |
| 4             | 10,000                        | Avalanches de White Friday                                                                | Itália      | 1916 |
| 6             | 5,000 -28.000                 | Deslizamento de terra de Khait                                                            | Tajiquistão | 1949 |
| 7             | 4 000 -6.000                  | Avalanche de Huaraz 1941                                                                  | Peru        | 1941 |
| 7             | 4 000                         | Avalanche de Huascarán em 1962                                                            | Peru        | 1962 |
| 9             | 3 466                         | 1310 Deslizamento de terra em Hubei Ocidental                                             | China       | 1310 |
| 10            | 3 429                         | Deslizamentos de terra em Diexi em 1933                                                   | China       | 1933 |

### Dez nevascas mais mortíferas
| Classificação | Número de mortos (estimativa) | Evento                                     | Localização                                        | Data |
| ------------- | ----------------------------- | ------------------------------------------ | -------------------------------------------------- | ---- |
| 1             | 4 000                         | Tempestade de neve no Irã de 1972          | Irã                                                | 1972 |
| 2             | 3 000                         | Marcha da Morte Caroleana                  | Noruega                                            | 1719 |
| 3             | 926                           | Tempestade de neve no Afeganistão de 2008  | Afeganistão                                        | 2008 |
| 4             | 400                           | Grande nevasca de 1888                     | Estados Unidos                                     | 1888 |
| 5             | 353                           | Grande Tempestade Apalachiana de 1950      | Estados Unidos                                     | 1950 |
| 6             | 318                           | Tempestade do Século de 1993               | Estados Unidos                                     | 1993 |
| 7             | 286                           | Dezembro de 1960 no nordeste               | Estados Unidos                                     | 1960 |
| 8             | 250                           | Tempestade nos Grandes Lagos de 1913       | Estados Unidos e Canadá (região dos Grandes Lagos) | 1913 |
| 9             | 235                           | Nevasca na escola                          | Estados Unidos                                     | 1888 |
| 10            | 201                           | Tempestade de neve norte-americana de 1966 | Estados Unidos                                     | 1966 |

### Dez enchentes mais mortíferas
| Classificação | Número de mortos  | Evento                                      | Localização            | Data |
| ------------- | ----------------- | ------------------------------------------- | ---------------------- | ---- |
| 1             | 400.000–4.000.000 | Inundações na China de 1931                 | China                  | 1931 |
| 2             | 900.000-2.000.000 | Inundação do Rio Amarelo (Huang He) de 1887 | China                  | 1887 |
| 3             | 230.000           | Ruptura da Barragem Banqiao em 1975         | China                  | 1975 |
| 4             | 145.000           | Inundação de Yangtze de 1935                | China                  | 1935 |
| 5             | 100.000+          | Inundação de São Félix, tempestade          | sagrado Império Romano | 1530 |
| 7             | 100.000           | Inundação do Rio Yangtze em 1911            | China                  | 1911 |
| 8             | 100.000           | A enchente de 1099                          | Holanda e Inglaterra   | 1099 |
| 9             | 50.000-80.000     | Inundação de Santa Lúcia, tempestade        | sagrado Império Romano | 1287 |
| 10            | 60.000            | Inundação do Mar do Norte, tempestade       | sagrado Império Romano | 1212 |

### Dez ondas de calor mais mortíferas
| Classificação | Número de mortos | Evento                                            | Localização    | Data |
| ------------- | ---------------- | ------------------------------------------------- | -------------- | ---- |
| 1             | 70.000           | Onda de calor europeia de 2003                    | Europa         | 2003 |
| 2             | 56.000           | Onda de calor russa de 2010                       | Rússia         | 2010 |
| 3             | 9.500            | Onda de calor de 1901 no leste dos Estados Unidos | Estados Unidos | 1901 |
| 4             | 5.000 a 10.000   | Onda de calor nos Estados Unidos em 1988          | Estados Unidos | 1988 |
| 5             | 3.418            | Onda de calor europeia de 2006                    | Europa         | 2006 |
| 6             | 2.541            | Onda de calor na Índia em 1998                    | Índia          | 1998 |
| 7             | 2.500            | Onda de calor indiana 2015                        | Índia          | 2015 |
| 8             | 2.000            | Onda de calor no Paquistão 2015                   | Paquistão      | 2015 |
| 9             | 1.700–5.000      | Onda de calor nos Estados Unidos em 1980          | Estados Unidos | 1980 |
| 10            | 1.718            | Onda de calor japonesa de 2010                    | Japão          | 2010 |

### Dez tornados mais mortíferos
| Classificação | Número de mortos | Evento                                        | Localização                                               | Data         |
| ------------- | ---------------- | --------------------------------------------- | --------------------------------------------------------- | ------------ |
| 1             | 1.300            | O tornado Daulatpur – Saturia                 | Manikganj, Bangladesh                                     | 1989         |
| 2             | 695              | O surto de tornado Tri-State                  | Estados Unidos ( Missouri - Illinois - Indiana)           | 1925         |
| 3             | 681              | Tornado Dhaka 1973                            | Bangladesh                                                | 1973         |
| 4             | 660              | Tornado do Paquistão Oriental de 1969         | Paquistão Oriental (agora Bangladesh)                     | 1969         |
| 5             | 600              | O tornado Valletta, Malta                     | Malta                                                     | 1551 ou 1556 |
| 6             | 500              | Os Tornados da Sicília                        | Sicília, Duas Sicílias (agora Itália)                     | 1851         |
| 6             | 500              | Tornado Narail-Magura                         | Jessore, Paquistão Oriental, Paquistão (agora Bangladesh) | 1964         |
| 6             | 500              | Tornado Madaripur-Shibchar                    | Bangladesh                                                | 1977         |
| 9             | 400              | O surto de tornado da União Soviética em 1984 | União Soviética (agora Rússia)                            | 1984         |
| 10            | 317              | O Grande Tornado Natchez                      | Estados Unidos ( Mississippi - Louisiana)                 | 1840         |

### Dez tsunamis mais mortíferos
| Classificação | Número de mortos | Evento                           | Localização   | Data                   |
| ------------- | ---------------- | -------------------------------- | ------------- | ---------------------- |
| 1             | 227,898          | Tsunami do Oceano Índico de 2004 | oceano Índico | 26 de dezembro de 2004 |
| 2             | 123 000          | Terremoto de 1908 em Messina     | Itália        | 28 de dezembro de 1908 |
| 3             | 36 417 -120.000  | Erupção de 1883 do Krakatoa      | Indonésia     | 26 de agosto de 1883   |
| 4             | 40 000 -50.000   | Terremoto de 1755 em Lisboa      | Portugal      | 1 de novembro de 1755  |
| 5             | 30 000 -100.000  | Erupção minóica                  | Grécia        | segundo milênio AC     |
| 6             | 31 000           | Terremoto Meiō 1498              | Japão         | 20 de setembro de 1498 |
| 7             | 30 000           | Terremoto Hōei de 1707           | Japão         | 28 de outubro de 1707  |
| 8             | 27 122           | Terremoto Sanriku de 1896        | Japão         | 15 de junho de 1896    |
| 9             | 25 674           | Terremoto de Arica de 1868       | Chile         | 13 de agosto de 1868   |
| 10            | 5 700 –50.000    | Terremoto em Creta 365           | Grécia        | 21 de julho de 365     |

### Dez erupções vulcânicas mais mortíferas
| Classificação | Número de mortos | Evento                                                      | Localização | Data                   |
| ------------- | ---------------- | ----------------------------------------------------------- | ----------- | ---------------------- |
| 1             | 71.000+          | Erupção de 1815 do Monte Tambora (ver também Ano Sem Verão) | Indonésia   | 10 de abril de 1815    |
| 2             | 36.000+          | Erupção de 1883 do Krakatoa                                 | Indonésia   | 26 de agosto de 1883   |
| 3             | 30.000           | Erupção do Monte Pelée em 1902                              | Martinica   | 7 de maio de 1902      |
| 4             | 23.000           | Tragédia de Armero                                          | Colômbia    | 13 de novembro de 1985 |
| 5             | 15.000           | Terremoto e tsunami de Unzen 1792                           | Japão       | 21 de maio de 1792     |
| 6             | 13.000           | Erupção do Monte Vesúvio em 79 DC                           | Itália      | 79                     |
| 7             | 10.000+          | Erupção Kelud de 1586                                       | Indonésia   | 1586                   |
| 8             | 6.000            | Erupção de Santa Maria em 1902                              | Guatemala   | 24 de outubro de 1902  |
| 9             | 5.000            | Kelud mudflow de 1919                                       | Indonésia   | 19 de maio de 1919     |
| 10            | 4.011            | Erupção Galunggung de 1822                                  | Indonésia   | 1822                   |